# Herbert Laming, Baron Laming

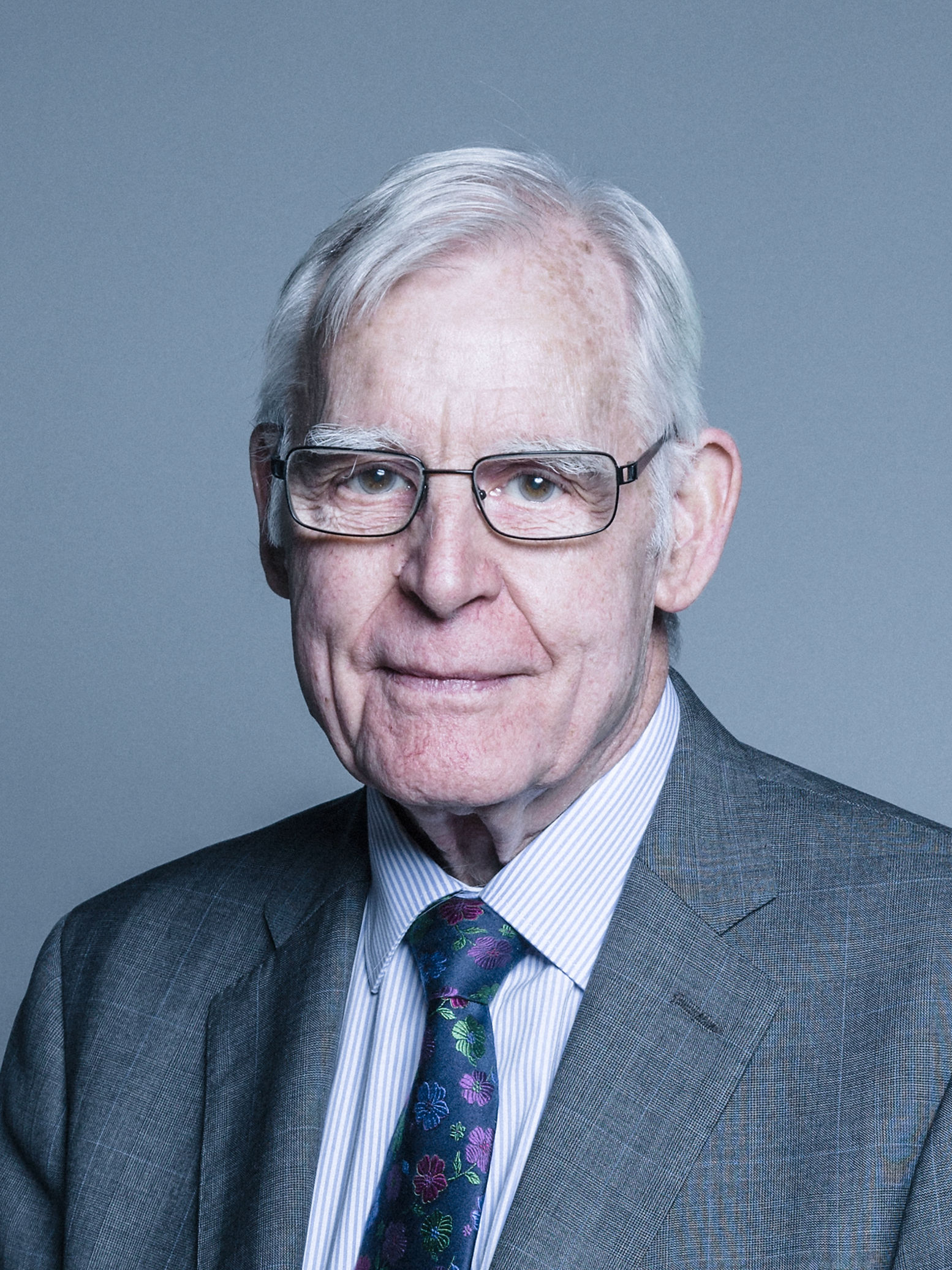
Herbert Laming, Baron Laming

William Herbert Laming, Baron Laming, CBE DL (* 19. Juli 1936 in Newcastle upon Tyne) ist ein britischer Verwaltungsbeamter und Politiker, der seit 1998 als Life Peer Mitglied des House of Lords ist.

## Leben

### Berufliche Laufbahn
Nach Schulbesuch und einem Studium der Sozialwissenschaften an der University of Durham war Laming zwischen 1961 und 1968 als Bewährungshelfer und zuletzt Leitender Bewährungshelfer bei der Bewährungshilfe in Nottingham sowie im Anschluss bis 1971 Assistent des Leiters der Bewährungshilfe von Nottingham. Danach war er von 1971 bis 1991 erst stellvertretender Direktor sowie zuletzt Direktor des Sozialverwaltung von Hertfordshire. Während dieser Zeit war er von 1982 bis 1983 auch Präsident der Vereinigung der Direktoren der Sozialverwaltungen und wurde 1985 für seine Verdienste zum Commander des Order of the British Empire ernannt.
1991 wechselte er in das Ministerium für Gesundheit und soziale Sicherheit, in dem er bis zu seinem Eintritt in den Ruhestand 1998 Chefinspektor des Inspektorats für soziale Dienste war. Aufgrund seiner dortigen Verdienste erfolgte 1996 seine Berufung zum Knight Bachelor, so dass er fortan den Namenszusatz „Sir“ führte.

### Oberhausmitglied
Nach seinem Eintritt in den Ruhestand wurde Laming durch ein Letters Patent vom 27. Juli 1998 wurde Laird als Life Peer mit dem Titel Baron Laming, of Tewin in the County of Hertfordshire, zum Life Peer erhoben. Kurz darauf erfolgte seine Einführung (Introduction) als Mitglied des House of Lords. Im Oberhaus gehört er zur Gruppe der sogenannten Crossbencher.
In der Folgezeit war Lord Laming, der 1999 Deputy Lieutenant von Hertfordshire wurde, im Jahr 2000 Vorsitzender der unabhängigen Untersuchungskommission zur Überprüfung der Verwaltung der Gefängnisse. Zwischen 2001 und 2003 war er Vorsitzender der Kommission zur Untersuchung des Mordes an Victoria Climbié, einem achtjährigen Mädchen aus der Elfenbeinküste, das am 25. Februar 2000 durch ihre Pfleger ermordet wurde. Die von Lord Laming geführte Untersuchung führte zu umfangreichen Reformen im Jugendschutz Großbritanniens.
Seit 2009 ist er Vorsitzender der Kinderschutzvereinigung The Protection of Children in England sowie seit 2011 als Nachfolger von Frances D’Souza, Baroness D’Souza Vorsitzender der Gruppe der Crossbencher im House of Lords. Darüber hinaus ist er seit 2012 Vorsitzender der Vereinigung der Kommunalverwaltungen.